# 足利郡
- 令制国一覧 > 東山道 > 下野国 > 足利郡
- 日本 > 関東地方 > 栃木県 > 足利郡

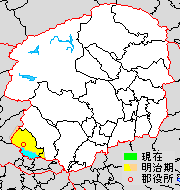
栃木県足利郡の範囲

足利郡（あしかがぐん）は、栃木県（下野国）にあった郡。

## 郡域
1878年（明治11年）に行政区画として発足した当時の郡域は、現在の行政区画では概ね以下の区域に相当する。
- 足利市（渡良瀬川以北）
- 佐野市（村上町、上羽田町、下羽田町、高橋町）
- 群馬県桐生市（菱町、梅田町の一部）

1896年（明治29年）の郡再編後に、足利市の残部のうち荒金町・藤本町・新宿町・里矢場町・南大町を除く区域が当郡の所属となっている。

## 歴史

### 近代以降の沿革
- 「旧高旧領取調帳」に記載されている明治初年時点での支配は以下の通り。幕府領は真岡代官所が管轄。●は村内に寺社領が存在。（45村）

| 知行         | 知行                   | 村数 | 村名 |
| ------------ | ---------------------- | ---- | --- |
| 幕府領       | 幕府領                 | 1村  | ●高橋村 |
| 幕府領       | 旗本領                 | 25村 | ●下菱村、大前村、今福村、江川村、●月谷村、●名草村、利保村、●樺崎村、大月村、岩井村、勧農村、北猿田村、●山川村、常見村、八椚村、鵤木村、迫間村、稲岡村、駒場村、●西場村、寺岡村、多田木村、村上村、●上羽田村、下羽田村 |
| 幕府領       | 幕府領・旗本領         | 2村  | 葉鹿村、大沼田村 |
| 藩領         | 下野足利藩             | 3村  | ●大岩村、●五箇村、足利新田、北下町（五箇村のうち） |
| 藩領         | 河内丹南藩             | 2村  | ●板倉村、五十部村 |
| 藩領         | 下総古河藩             | 1村  | 奥戸村 |
| 幕府領・藩領 | 旗本領・足利藩         | 5村  | 小友村、●粟谷村、●松田村、山下村、田島村 |
| 幕府領・藩領 | 旗本領・丹南藩         | 2村  | 菅田村、助戸村 |
| 幕府領・藩領 | 旗本領・古河藩         | 1村  | 川崎村 |
| 幕府領・藩領 | 旗本領・上野前橋藩     | 1村  | 上菱村 |
| 幕府領・藩領 | 旗本領・美濃高富藩     | 1村  | 大久保村 |
| 幕府領・藩領 | 旗本領・足利藩・前橋藩 | 1村  | 小俣村 |

- 慶応4年6月4日（1868年7月23日） - 佐賀藩士の鍋島道太郎が真岡知県事に就任。幕府領・旗本領を管轄。
- 明治2年2月15日（1869年3月27日） - 真岡知県事が日光県に改称。
- 明治初年 - 領地替えにより幕府領の一部（葉鹿村）および旗本領の一部（上菱村、下菱村、小友村、小俣村、葉鹿村、粟谷村、松田村、大前村、山下村、今福村）が足利藩領となる。また、田島村の足利藩領が日光県の管轄となる。
- 明治4年
  - 7月14日（1871年8月29日） - 廃藩置県により藩領が足利県、前橋県、古河県、丹南県、高富県の管轄となる。
  - 10月28日（1871年12月10日） - 第1次府県統合により群馬県（第1次）が発足。前橋県の管轄地域を管轄。
  - 11月14日（1871年12月25日） - 第1次府県統合により全域が栃木県の管轄となる。
- 明治5年 - 足利新田が足利町に改称。（1町44村）
- 1874年（明治7年） - 五箇村が足利町に編入。（1町43村）
- 1876年（明治9年） - 下菱村・小友村が合併して黒川村となる。（1町42村）
- 1878年（明治11年）11月8日 - 郡区町村編制法の栃木県での施行により、行政区画としての足利郡が発足。足利町に「足利梁田郡役所」が設置され、梁田郡とともに管轄。

### 町村制以降の沿革

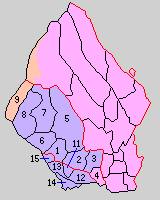
1.足利町 2.毛野村 3.富田村 4.吾妻村 5.北郷村 6.坂西村 7.三和村 8.小俣村 9.菱村 11.梁田村 12.久野村 13.御厨村 14.筑波村 15.山辺村 （紫：足利市 桃：佐野市 橙：群馬県桐生市）

- 1889年（明治22年）4月1日 - 町村制の施行により、以下の町村が発足。特記以外は現・足利市。（1町8村）
  - 足利町 ← 足利町、助戸村
  - 毛野村 ← 山川村、勧農村、常見村、岩井村、北猿田村、大久保村、大沼田村、八椚村、川崎村、鵤木村
  - 富田村 ← 迫間村、奥戸村、駒場村、西場村、稲岡村、多田木村、寺岡村
  - 吾妻村 ← 村上村、上羽田村、下羽田村、高橋村（現佐野市）
  - 北郷村 ← 菅田村、利保村、江川村、田島村、樺崎村、大月村、月谷村、名草村
  - 坂西村 ← 山下村、五十部村、今福村、大岩村、大前村
  - 三和村 ← 松田村、粟谷村、板倉村
  - 小俣村 ← 小俣村、葉鹿村
  - 菱村 ← 黒川村、上菱村（現群馬県桐生市）
- 1893年（明治26年）
  - 3月18日（1町10村）
    - 坂西村が廃止され、一部（大字五十部・今福・大岩）に三重村、残部（大字山下・大前）に山前村が発足。
    - 小俣村が廃止され、一部（大字葉鹿）に葉鹿村、残部（大字小俣）に改めて小俣村が発足。
- 1896年（明治29年）4月1日 - 足利郡・梁田郡の区域をもって、改めて足利郡を設置。梁田郡5村（梁田村、久野村、御厨村、筑波村、山辺村）の所属郡が当郡に変更。（1町15村）
- 1897年（明治30年）7月1日 - 郡制を施行。
- 1921年（大正10年）
  - 1月1日 - 足利町が市制施行して足利市となり、郡より離脱。（15村）
  - 4月1日 - 御厨村が町制施行して御厨町となる。（1町14村）
- 1922年（大正11年）4月1日 - 北郷村の一部（大字名草）が分立して名草村が発足。（1町15村）
- 1923年（大正12年）
  - 1月1日（3町13村）
    - 小俣村が町制施行して小俣町となる。
    - 葉鹿村が町制施行して葉鹿町となる。

  - 4月1日 - 郡制廃止にともない郡会が廃止。残務処理のため郡役所は存続。
- 1926年（大正15年）7月1日 - 郡役所が廃止。以降は地域区分名称となる。
- 1938年（昭和13年）4月1日 - 山辺村が町制施行して山辺町となる。（4町12村）
- 1942年（昭和17年｝7月1日 - 足利市に設置された足利地方事務所の管轄となる。
- 1951年（昭和26年）3月30日 - 毛野村が足利市に編入。（4町11村）
- 1953年（昭和28年）4月1日 - 山辺町が足利市に編入。（3町11村）
- 1954年（昭和29年）
  - 8月1日 - 三重村・山前村が足利市に編入。（3町9村）
  - 11月1日 - 北郷村・名草村が足利市に編入。（3町7村）
- 1955年（昭和30年）
  - 1月1日 - 吾妻村が佐野市に編入。（3町6村）
  - 3月31日（2町2村）
    - 小俣町・葉鹿町・三和村が合併して坂西町が発足。
    - 御厨町・久野村・筑波村・梁田村が合併し、改めて御厨町が発足。
- 1959年（昭和34年）
  - 1月1日 - 菱村が群馬県桐生市に編入（越境合併）。（2町1村）
  - 4月1日 - 富田村が足利市に編入。（2町）
- 1962年（昭和37年）10月1日 - 坂西町・御厨町が足利市に編入。同日足利郡消滅。栃木県内では1896年の郡の再編以来、初の郡消滅となった。

### 変遷表
| 明治22年4月1日 | 明治22年 - 明治45年        | 大正1年 - 大正15年         | 昭和1年 - 昭和30年           | 昭和1年 - 昭和30年           | 昭和31年 - 現在                   | 現在          |
| -------------- | -------------------------- | -------------------------- | ---------------------------- | ---------------------------- | --------------------------------- | ------------- |
| 足利町         | 足利町                     | 大正10年1月1日 市制        | 足利市                       | 足利市                       | 足利市                            | 足利市        |
| 毛野村         | 毛野村                     | 毛野村                     | 昭和26年3月30日 足利市に編入 | 足利市                       | 足利市                            | 足利市        |
| 坂西村         | 明治26年3月1日 三重村      | 三重村                     | 三重村                       | 昭和29年8月1日 足利市に編入  | 足利市                            | 足利市        |
| 坂西村         | 明治26年3月1日 山前村      | 山前村                     | 山前村                       | 昭和29年8月1日 足利市に編入  | 足利市                            | 足利市        |
| 北郷村         | 北郷村                     | 北郷村                     | 北郷村                       | 昭和29年11月1日 足利市に編入 | 足利市                            | 足利市        |
| 北郷村         | 北郷村                     | 大正11年4月1日 分立 名草村 | 名草村                       | 昭和29年11月1日 足利市に編入 | 足利市                            | 足利市        |
| 富田村         | 富田村                     | 富田村                     | 富田村                       | 富田村                       | 昭和34年4月1日 足利市に編入       | 足利市        |
| 三和村         | 三和村                     | 三和村                     | 三和村                       | 昭和30年3月31日 坂西町       | 昭和37年10月1日 足利市に編入      | 足利市        |
| 小俣村         | 小俣村                     | 大正12年1月1日 町制        | 小俣町                       | 昭和30年3月31日 坂西町       | 昭和37年10月1日 足利市に編入      | 足利市        |
| 小俣村         | 明治26年6月1日 分立 葉鹿村 | 大正12年1月1日 町制        | 葉鹿町                       | 昭和30年3月31日 坂西町       | 昭和37年10月1日 足利市に編入      | 足利市        |
| 梁田郡 御厨村  | 明治29年4月1日 足利郡      | 大正10年4月1日 町制        | 御厨町                       | 御厨町                       | 昭和37年10月1日 足利市に編入      | 足利市        |
| 梁田郡 久野村  | 明治29年4月1日 足利郡      | 久野村                     | 昭和30年3月31日 御厨町に編入 | 御厨町                       | 昭和37年10月1日 足利市に編入      | 足利市        |
| 梁田郡 筑波村  | 明治29年4月1日 足利郡      | 筑波村                     | 昭和30年3月31日 御厨町に編入 | 御厨町                       | 昭和37年10月1日 足利市に編入      | 足利市        |
| 梁田郡 梁田村  | 明治29年4月1日 足利郡      | 梁田村                     | 昭和30年3月31日 御厨町に編入 | 御厨町                       | 昭和37年10月1日 足利市に編入      | 足利市        |
| 梁田郡 山辺村  | 明治29年4月1日 足利郡      | 山辺村                     | 昭和13年4月1日 町制          | 昭和28年4月1日 足利市に編入  | 足利市                            | 足利市        |
| 吾妻村         | 吾妻村                     | 吾妻村                     | 吾妻村                       | 昭和30年1月1日 佐野市に編入  | 佐野市                            | 佐野市        |
| 菱村           | 菱村                       | 菱村                       | 菱村                         | 菱村                         | 昭和34年1月1日 群馬県桐生市に編入 | 群馬県 桐生市 |

## 行政
足利・梁田郡長
| 代 | 氏名 | 就任年月日                | 退任年月日                | 備考                               |
| -- | ---- | ------------------------- | ------------------------- | ---------------------------------- |
| 1  |      | 明治11年（1878年）11月8日 |                           |                                    |
|    |      |                           | 明治29年（1896年）3月31日 | 梁田郡との合併により旧・足利郡廃止 |

足利郡長
| 代 | 氏名 | 就任年月日               | 退任年月日                | 備考                   |
| -- | ---- | ------------------------ | ------------------------- | ---------------------- |
| 1  |      | 明治29年（1896年）4月1日 |                           |                        |
|    |      |                          | 大正15年（1926年）6月30日 | 郡役所廃止により、廃官 |